# 本圀寺の変
本圀寺の変（ほんこくじのへん）は、永禄12年（1569年）1月に三好三人衆（三好長逸・三好宗渭・石成友通）らが下京郊外の六条本圀寺に籠る室町幕府の15代将軍・足利義昭を襲撃した事件と、それに続く合戦である。本圀寺の戦い、本圀寺合戦、六条合戦とも呼ばれる。

## 戦いに至るまで
永禄8年（1565年）5月、 三好義継や三好三人衆、松永久通らは永禄の変で、室町幕府の第13代将軍・足利義輝を討った。だが、三人衆と久秀が三好家中の主導権を巡って争い、畿内において抗争を繰り広げたため、権力を掌握するに至らなかった。
三人衆は阿波三好氏の当主・三好長治やその宿老・篠原長房と組み、義輝の従兄弟・足利義栄を次の将軍として擁立した。一方、義輝の弟・足利義昭も反三好陣営に次期将軍として擁立されたが、三好三人衆の妨害により、義昭は京に入ることができないままであった。そのため、永禄11年（1568年）2月には義栄が14代将軍に就任した。
同年9月、尾張の織田信長が義昭を奉じて上洛を行い、 近江の六角氏を破り、破竹の勢いで進撃し、京都に迫った。三好三人衆も信長の勢いを止めることができず、義栄が腫物を患って病床に就いていたこともあって、長房は信長とは戦わずに兵力を温存する形で、義栄とともに阿波へと撤兵することにした。
三好三人衆は京都防衛の常道である瀬田や宇治を守ることなく、京都や芥川山城をほぼ無抵抗で織田方に明け渡す形で退去した。だがこれは、三好方が川中島の戦いや関ヶ原の戦いのような会戦に打って出ず、織田軍との戦いで決定的な打撃を受けることなく、その勢力を無傷のまま温存する形を取ったことを意味する。三好氏が京都から四国まで奥行きの深い領国を持っていたことから、三人衆は持久戦に持ち込もうとしたと考えられる。
10月14日、義昭は織田方による畿内平定を受けて、信長の供奉を受けて上洛し、六条の本圀寺に入った。そして、10月18日に義昭は朝廷から将軍宣下を受けて、15代将軍に就任した。
10月26日、信長は京都に一部の宿将とわずかな手勢を残して、美濃に帰還した。信長としてはこれほど早い畿内平定は予想外であり、兵糧などが欠乏していたと考えられる。
信長の兵が領国に帰還すると、義昭は三好三人衆の巻き返しに晒されることになった。三人衆は京都周辺から追われたものの、兵力は維持しており、反撃の準備を進めていた。そのため、信長の帰国は絶好の機会であり、四国から兵を呼び寄せ、畿内各地で蠢動した。
11月、義昭は三好三人衆の動きを警戒し、京都の東郊外にある将軍山城を整備し、京都の防衛を固めている。かつてここには、義昭の兄・義輝も籠城したことがあった。
12月24日、松永久秀が大和を離れ、岐阜にいる信長の下へと向かった。おそらく、信長に新年の賀辞を述べようとしたのであろうが、これにより京都の防備が手薄となった。

## 経過
12月28日、三好三人衆は和泉において、将軍方の三好義継の家臣・池田丹後守が守将を務める堺南方の家原城を攻め落とした。
永禄12年（1569年）1月4日、三好三人衆は兵を率い、将軍地蔵山の営塁や東山を焼き、義昭の退路を断った。
1月5日、三好三人衆は洛中に突入し、義昭のいる本圀寺を攻めた。この三人衆の軍勢には、信長に美濃を追われた斎藤龍興、武田氏に信濃を追われた小笠原貞慶、摂津の入江氏などが加わっていた。『足利季世記』では、三人衆の軍勢は「一万余人」と記されている。また、三人衆方の先陣は『信長公記』によると、薬師寺貞春であった。
この事態に対し、義昭や近臣らは本圀寺に籠り、必死になって防戦を行った。義昭は細川藤賢らや若狭武田氏の軍勢と共に戦い、援軍を待った。また、この籠城軍の中には明智光秀もおり、『信長公記』では「明智十兵衛」として記されている。
1月6日、三好義継や細川藤孝、和田惟政、池田氏（池田勝正、池田正秀、荒木村重）、伊丹氏（伊丹親興・忠親父子）、茨木氏（茨木重朝）らは急報を受けて、京都に駆け付け、その軍勢が桂川に集まった。そして、本圀寺に籠城する軍勢と共に、三好三人衆の軍を挟み撃ちにした。
義昭方の軍勢は本圀寺に集結すると、三好三人衆方と激しく斬り合った。その結果、三人衆方は総崩れとなり、残兵を集め、四国に撤退した。他方、三人衆らは会戦を避け、相手に消耗戦を強いる作戦をとっていたため、義継らが救援に駆け付けると、兵をまとめて引き揚げたとする見方もある。
戦いの結果、三好三人衆方の客将・小笠原信定などが討死した。戦死者の数は、『信長公記』は首注文のある分として6名と「歴々の討取り」を記すだけだが、『細川両家記』では双方で8百余、『言継卿記』によれば千余、『足利季世記』によれば2千7百余、『永禄記』によれば数千という。
1月10日、信長が凶報を受けて、岐阜から京都に急行して駆け付けた。このとき、信長はわずか10騎程の人数で大雪の中を駆け、3日の道のりを2日で走破し、本圀寺に馳せ参じたと伝えられる。同日には、松永久秀も寺に駆けつけている。
信長は三好三人衆方の京都の邸宅を破壊するとともに、使者を堺に出して、その住民らが三人衆に協力したことを責めた。
信長と久秀の上洛後、信長の領国である尾張・美濃・伊勢以外の地域、近江・若狭・丹波・摂津・河内・山城・和泉などから総勢8万人の「諸侍」が、義昭に忠義を示すために上洛した（『言継卿記』永禄12年1月12日条）。

## 交戦勢力
『信長公記』などによる。織田信長と松永久秀は1月10日に京都に到着したため、戦闘には参加していない。

### 足利義昭方

#### 籠城軍
- 足利義昭
- 細川藤賢（典厩）
- 織田左近
- 野村高勝（越中守）
- 赤座永兼（七郎右衛門）
- 赤座（桑原）助六郎
- 津田敏久（左馬丞）
- 渡辺勝左衛門
- 坂井与右衛門
- 明智光秀（十兵衛）
- 森弥五八
- 内藤備中守
- 山県盛信（源内、若狭衆）
- 宇野弥七郎（若狭衆）

#### 援軍
- 三好義継
- 細川藤孝
- 和田惟政
- 池田勝正
- 池田正秀（清貧斎）
- 荒木村重
- 伊丹親興
- 伊丹忠親
- 茨木重朝（佐渡守）

### 三好三人衆方
- 三好宗渭（三好三人衆）
- 三好長逸（三好三人衆）
- 岩成友通（三好三人衆）
- 三好康長
- 薬師寺貞春（九郎左衛門）
- 入江元秀 （春継、秀継）
- 斎藤龍興
- 長井道利（隼人）
- 小笠原貞慶
- 小笠原信定

## 考察
この本圀寺の変は、義昭と信長に衝撃を与えるとともに、信長にとって大きな痛手であった。もし、義昭が兄・義輝のように三好三人衆に討たれていたならば、信長の面目は失墜し、その後の政権構想も大きく狂ったと考えられる。
義昭がこの戦いで命を落としていた場合、その後継者が確定していない以上、室町幕府の体制そのものが壊滅的な打撃を受けた可能性があった。この当時、義昭の兄・義輝、弟・照山周暠は永禄の変で殺害されており、義昭の嫡子も誕生していなかったため、義昭の死は足利義澄の血脈の断絶に直結した。そして、義昭の擁立に尽力した幕府衆の努力も水泡に帰すものであった。
また、信長はこの襲撃を受けて、完全に畿内を平定したわけではないこと実感した。とはいえ、信長はその迅速な上洛により、公家などから「無双の忠」と呼ばれた。
他方、義昭はこの戦いにおいて、「自ら馬に乗って軍勢を指揮し、敵に切り懸かり、悉く討ち果たした」と述べている（『上杉家文書』541号、『吉川家文書』81号）。これは自らの武威を示す性格の強いものであるが、義昭が信長に頼らず、将軍として自ら率いた軍勢で戦いに勝利したことは、彼に大きな自信をもたらす結果となったと考えられる。
明智光秀はこの戦いから『信長公記』に登場することから、この頃より織田氏の家臣団や畿内の支配層らに認知されるようになったと考えられる。また、光秀は後年、主君となった信長を討つことになるが、この戦いから得た経験を本能寺の変に生かした可能性も指摘されている。

## 事件後

### 殿中御掟の制定
永禄12年（1570年）1月14日、信長は殿中御掟9ヶ条、さらに16日には追加の7ヶ条を定めた。この中で、幕臣が公家や寺社の所領を押領することを禁じ、公正な訴訟を行うことを求めた。
すでに、義昭に味方した幕臣は京都に帰還した後、山城国内の公家や寺社の所領を横領し、訴訟が頻発していた。信長はそうした義昭方の隙を三好三人衆に狙われたと感じ、綱紀粛正のため、殿中御掟の制定に至ったと考えられる。
とはいえ、幕臣らによる公家や寺社の所領の押領は続き、義昭の側近・一色藤長は永禄12年から元亀2年（1571年）かけて、曇華院領の大住荘を横領している。

### 二条御所の建築
信長は自身の留守中に三好三人衆が本圀寺を襲撃したことから、二度とこのような事態が起きぬよう、義昭のために堅牢な将軍御所の建設を始めた。信長としては義昭に御所を提供することで、将軍を守護すると同時に、自身を「将軍の忠臣」として天下に示すことができた。
永禄12年正月、信長は義輝の将軍御所跡地に新たな御所の建設をはじめ、それからわずか3ヶ月後、4月に一応の完成を見た。そして、義昭は居所を本圀寺からこの二条御所に移した。

### 織田氏と毛利氏の同盟
義昭は三好三人衆が洛中まで侵入したことを重く見て、永禄12年1月23日に聖護院門跡の道澄を毛利氏に、久我晴通を大友氏にそれぞれ派遣して、両者が和睦したうえで四国の三好氏を討つように命じた。義昭としては、北九州で戦闘中の両者を和睦させることで、両者による三好攻めを目論んでいた。
また、同年から信長も毛利氏と連絡を取り合い、同盟を結んだ。阿波などに逃れた三好三人衆を牽制するため、毛利氏との連携は有用であった。他方、毛利氏も敵対する周辺勢力との抗争から、信長との同盟を受け入れた。
以後、天正4年（1576年）5月に毛利輝元が信長に反旗を翻すまで、織田氏と毛利氏の両者は同盟関係にあった。